# Gli equivoci nel sembiante
Gli equivoci nel sembiante (título original en italiano; en español, Los equívocos en el semblante, esto es, El doble) es la primera ópera con música de Alessandro Scarlatti, estrenada en Roma en febrero de 1679, con libreto de Domenico Filippo Contini.
Compuesta por el joven músico con tan solo dieciocho años, obtuvo gran éxito y con ella se inició una carrera fulgurante que representó un hito en la historia de la ópera y de la música. Luego fue representada numerosas veces en diversos puntos de Italia (como Nápoles) y en Viena (Austria). 
Gli equivoci nel sembiante es una comedia cómica de cámara con tan solo cuatro intérpretes, un único escenario y pocos instrumentos, donde ya se vislumbra el estilo scarlattiano.
Se representó por primera vez en el palacio privado de los Contini durante la Cuaresma (clandestinamente, puesto que durante la Cuaresma el teatro estaba mal visto por el papa Inocencio XI).